# Stöckelsberg
Stöckelsberg ist ein Gemeindeteil der Gemeinde Berg bei Neumarkt in der Oberpfalz im Landkreis Neumarkt in der Oberpfalz in Bayern.

## Geografie
Das Pfarrdorf liegt im Oberpfälzer Jura, ca. 7 km nördlich des Gemeindesitzes Berg auf der Jurahöhe. Quellen in (am Fuß des Kirchenberges) und bei Stöckelsberg fließen als Ebersbach dem Raschbach zu.

## Geschichte
Der Ort ist vermutlich um das Jahr 1000 entstanden. Erste Grundherren waren die Grafen von Kastl, die ihren Stöckelberger Besitz um 1100 zum Stiftungsgut des Benediktinerklosters Kastl gaben. Der Ortsname leitet sich wohl vom ersten Siedler ab, einem Starkwin oder Starkmann, der Dienstmann des Grafen von Kastl war. 1323 ist die Kirche von „Sternweinsberg“ als Lehen des Klosters genannt, 1361 ein Wirtshaus in „Steckelsperg“. 1504/05 machte die Reichsstadt Nürnberg auf den stift-kastlischen Gütern Beute; das von ihnen eingenommene Dorf wurde erst 1523 wieder kurpfälzisch. 1511 wurde Stöckelsberg zu einer Propstei beziehungsweise Hofmark des Klosters Kastl erhoben. 1542 wurde die Reformation eingeführt, 1582 gewaltsam der Calvinismus; um 1620 erfolgte die Gegenreformation. Infolge der Reformation verlor das Stift Kastl einige Rechte seiner Hofmark Stöckelsberg; so ging die Hochgerichtsbarkeit an das pfalzgräfliche Pflegamt Pfaffenhofen-Haimberg über, um 1625 an das kurfürstliche Amt Kastl; für die Verwaltung des Güterbesitzes des Klosters war nunmehr ein Klosterrichter zuständig. Im Lehensbuch des Klosters von 1774 sind für Stöckelsberg 25 Lehensträger namentlich aufgeführt. Das Präsentationsrecht auf die Pfarrei ging nach der Reformation auf die Jesuiten, dann auf die Johanniter oder Malteser, schließlich an den bayerischen König über.
Im Dreißigjährigen Krieg brannte in Stöckelsberg um 1648 unter anderem der Pfarrhof weg; wegen der ständigen Unsicherheit wurden keine Schafe mehr gehalten. Nachdem bereits 1611 bis circa 1643 eine Schule in Stöckelsberg bestanden hatte, wurde diese 1662 wiederbelebt. Für 1865 ist der Bau eines Schul- und Mesnerhauses bekannt. Der Lehrer fungierte auch als Postagent, als im Jahr 1900 im Schulhaus eine Postagentur eingerichtet wurde.
Gegen Ende des Alten Reiches, um 1800, bestand Stöckelsberg aus 28 Anwesen, von denen 27 der klösterlichen Hofmark Kastl gehörten und eines, der Halbhof „Wastlhof“, als Leuchtenberger Lehen der Sulzbachischen Hofmark Eismannsberg unterstand. Die Hochgerichtsbarkeit führte über alle Höfe das Pflegamt Haimburg aus.
Im Königreich Bayern (1806) wurde ein Steuerdistrikt Stöckelsberg, bei der Gemeindebildung um 1810/20 die Ruralgemeinde Stöckelsberg im Landgericht und Rentamt Kastl gebildet. Ihr gehörten die Ansiedelung Stöckelsberg und das ehemalige, vom Kloster Kastl als Lehen vergebene Rittergut Rornstadt, nämlich Unter-, Mitter- und Oberrohrenstadt an.
1862 kam das Landgericht Kastl und damit auch die Gemeinde Stöckelsberg zum neuen Bezirksamt Velburg, bei dessen Auflösung im Jahr 1880 zum Bezirksamt Neumarkt in der Oberpfalz. Von 1876 an gehörte zur Gemeinde Stöckelsberg auch die Gemeinde Häuselstein, die noch vor 1900 wieder ihre Selbständigkeit erlangte.
Die deutlich Zunahme der Schweinehaltung in der Gemeinde von 225 Schweinen im Jahr 1871 auf 373 Schweine im Jahr 1900 bei gleichzeitigem Rückgang der Schafshaltung ist für diesen Zeitraum auch in anderen Gemeinden der Oberpfalz nachweisbar. Um 1924 wurde der Ort elektrifiziert; drei Jahre später erfolgte die Ausstattung mit einem Wasserleitungssystem. Mit dem Zweiten Weltkrieg beziehungsweise nach dessen Ende kamen Familien aus Nürnberg, die durch Bomben ihr Heim verloren hatten, und Flüchtlinge in die Gemeinde Stöckelsberg.
Im Zuge der Gemeindegebietsreform kam zur Gemeinde Stöckelsberg am 1. Mai 1972 die aufgelöste Gemeinde Häuselstein mit ihren vier Ortsteilen Häuselstein, Reicheltshofen, Wünricht und der Mauertsmühle. Diese von 518 auf 639 Einwohner vergrößerte Gemeinde wurde ihrerseits am 1. Mai 1978 in die Großgemeinde Berg eingegliedert. Seitdem ist Stöckelsberg ein Gemeindeteil von Berg bei Neumarkt in der Oberpfalz. Letzter Bürgermeister von Stöckelsberg war Albert Mederer.

### Einwohnerentwicklung des Ortes Stöckelsberg
- 1836: 235 (37 Häuser)[17]
- 1871: 228 (88 Gebäude; Viehbestand: 16 Pferde, 130 Stück Rindvieh)[18]
- 1900: 228 (45 Wohngebäude)[19]
- 1937: 199 (196 Katholiken, 3 Protestanten)[20]
- 1950: 307 (48 Wohngebäude)[21]
- 1961: 250 (54 Wohngebäude)[22]
- 1970: 273[23]
- 1987: 321 (85 Wohngebäude, 102 Wohnungen)[24]
- 2015: 424 (Stand: 31. Dezember; 208 männlich, 216 weiblich)[25]

### Einwohnerentwicklung der Gemeinde Stöckelsberg
- 1836 (4 Orte, 76 Häuser): 458[26]
- 1861: 504 (110 Familien)[27]
- 1871 (4 Orte, 87 Wohngebäude): 452 (208 männlich, 244 weiblich; 447 Katholiken, 5 Protestanten; Viehbestand: 25 Pferde, 290 Stück Rindvieh, 169 Schafe, 255 Schweine, 24 Ziegen)[28]
- 1900 (4 Orte, 92 Wohngebäude): 479 (Katholiken; Viehbestand: 20 Pferde, 344 Stück Rindvieh, 149 Schafe, 373 Schweine, 34 Ziegen)[29]
- 1937 (4 Orte): 431 (428 Katholiken, 3 Protestanten)[30]
- 1950 (4 Orte, 94 Wohngebäude): 577[21]
- 1961 (4 Orte, 102 Wohngebäude): 491[22]
- 1970 (4 Orte): 518[31]
- 1972 (8 Orte): 639[32]

## Sehenswertes

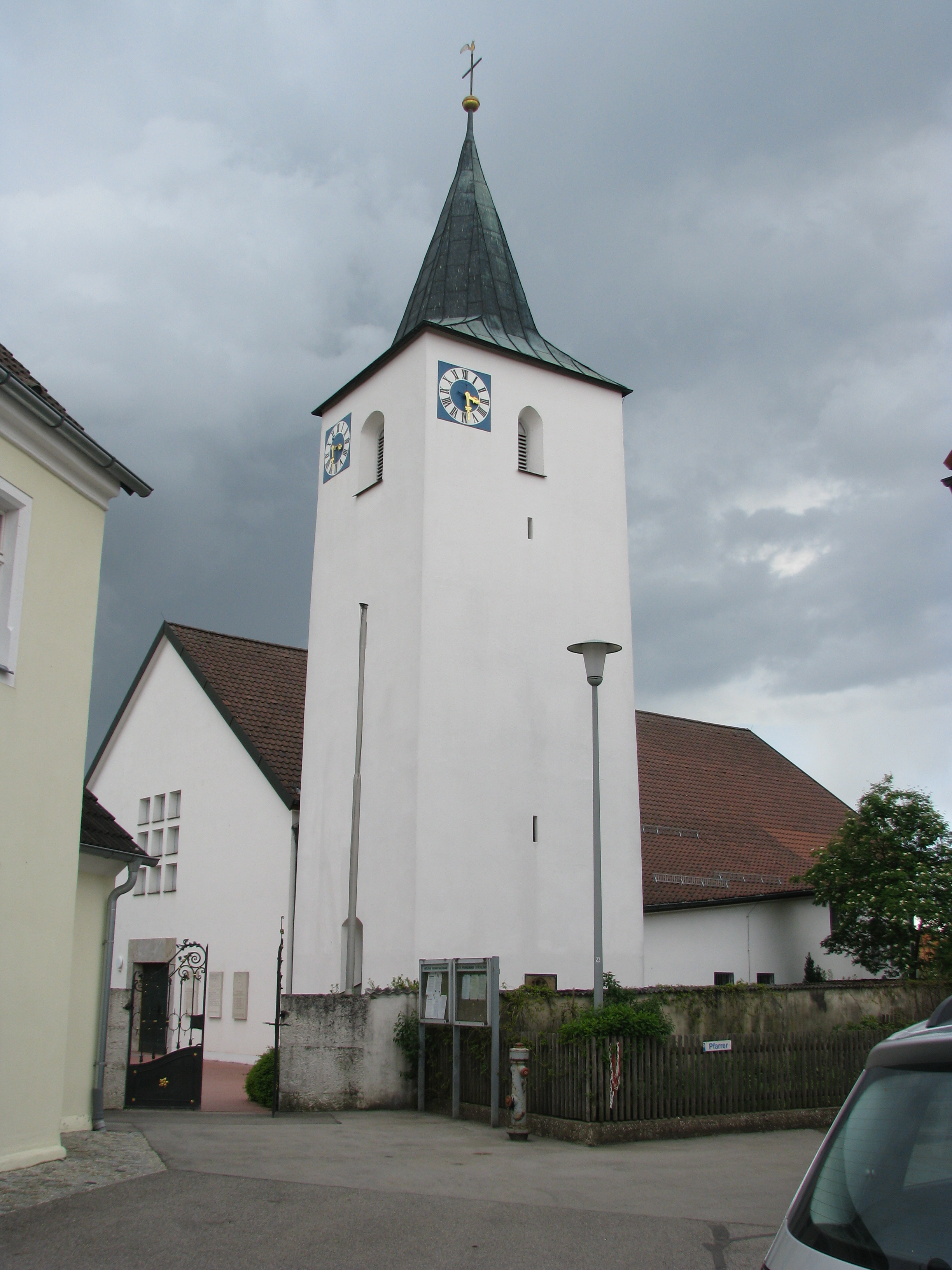
Pfarrkirche SS. Simon und Judas Thaddäus

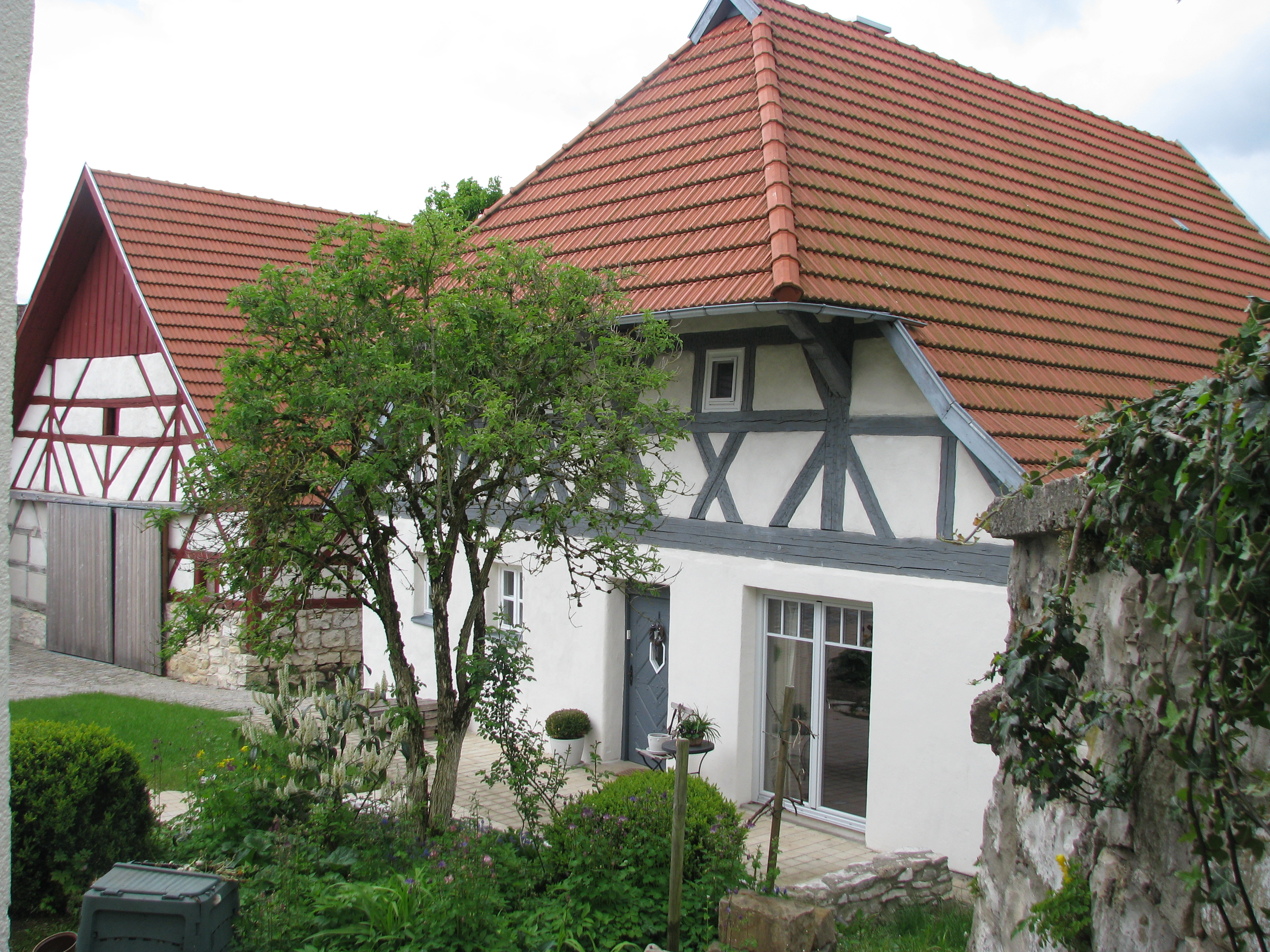
Mirlschneiderhof

- Katholische Pfarrkirche SS. Simon und Judas Thaddäus, erbaut in der Frühgotik vor 1300, erweitert 1838, bis auf den Turm (Mitte 15. Jahrhundert) 1961/62 unter Pfarrer Johann Mayer neu erbaut.
- „Mirlschneiderhof“, ein Wohnstallhaus mit Halbwalmdach und Fachwerkobergeschoss, dazu der Stadel aus dem 18. Jahrhundert
- Ehemaliges Schulhaus, 1865 errichtet[33]
- Johann Nepomuk Mederer-Denkmal

## Verkehrsanbindung

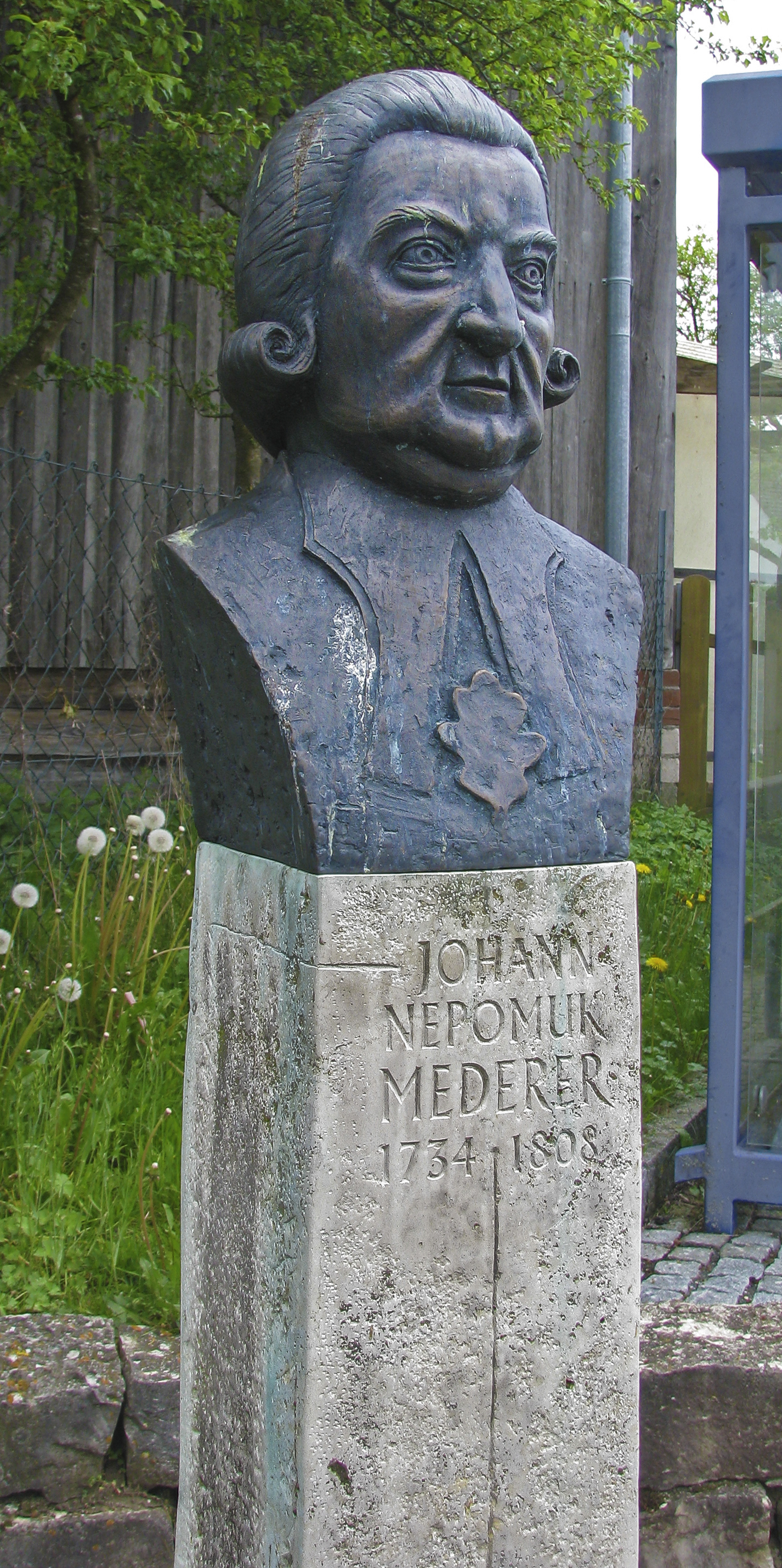
Johann Nepomuk Mederer-Denkmal in Stöckelsberg

Stöckelsberg liegt nördlich der Kreisstraße NM 9 zwischen der Klostermühle bei Gnadenberg und Reicheltshofen.

## Persönlichkeiten
- Johann Nepomuk Mederer (* 2. Juni 1734 in Stöckelsberg auf dem Lehnerbauernhof, † 13. Mai 1808 in Ingolstadt), Doktor der Philosophie und Theologie, Jesuit, Historiker und Dramendichter[34]
- Anton Gmelch (* 4. Juni 1821, † 26. März 1905), katholischer Priester, Lehrer am Schullehrerseminar in Eichstätt, Landtagsabgeordneter in Lichtenstein, 1845–1847 Kooperator in Stöckelsberg[35]
- Willibald Apollinar Maier (* 19. Februar 1823; † 5. Mai 1874), katholischer Priester, Historiker und Publizist, 1847–1854 Kooperator in Stöckelsberg[36]
- Albert Löhner (* 2. Oktober 1948 in Stöckelsberg; † 26. Juli 2021 in Neumarkt in der Oberpfalz), Jurist und Politiker, Landrat des Kreises Neumarkt, Bürgermeister in Neumarkt in der Oberpfalz